# As I Lay Dying/Diskografie
Diese Diskografie ist eine Übersicht über die musikalischen Werke der US-amerikanischen Metalcore-Band As I Lay Dying.

## Alben

### Studioalben
| Jahr | Titel Musiklabel                            | Höchstplatzierung, Gesamtwochen, AuszeichnungChartplatzierungen (Jahr, Titel, Musiklabel, Platzierungen, Wochen, Auszeichnungen, Anmerkungen) | Höchstplatzierung, Gesamtwochen, AuszeichnungChartplatzierungen (Jahr, Titel, Musiklabel, Platzierungen, Wochen, Auszeichnungen, Anmerkungen) | Höchstplatzierung, Gesamtwochen, AuszeichnungChartplatzierungen (Jahr, Titel, Musiklabel, Platzierungen, Wochen, Auszeichnungen, Anmerkungen) | Höchstplatzierung, Gesamtwochen, AuszeichnungChartplatzierungen (Jahr, Titel, Musiklabel, Platzierungen, Wochen, Auszeichnungen, Anmerkungen) | Anmerkungen                              |
| Jahr | Titel Musiklabel                            | DE | AT | CH | US | Anmerkungen                              |
| ---- | ------------------------------------------- | --- | --- | --- | --- | ---------------------------------------- |
| 2001 | Beneath the Encasing of Ashes Pluto Records | — | — | — | — | Erstveröffentlichung: 6. November 2001   |
| 2003 | Frail Words Collapse Metal Blade Records    | — | — | — | — | Erstveröffentlichung: 1. Juli 2003       |
| 2005 | Shadows Are Security Metal Blade Records    | — | — | — | US35 (9 Wo.)US | Erstveröffentlichung: 14. Juni 2005      |
| 2007 | An Ocean Between Us Metal Blade Records     | DE24 (2 Wo.)DE | AT33 (1 Wo.)AT | CH43 (3 Wo.)CH | US8 (8 Wo.)US | Erstveröffentlichung: 21. August 2007    |
| 2010 | The Powerless Rise Metal Blade Records      | DE22 (3 Wo.)DE | AT21 (3 Wo.)AT | CH39 (3 Wo.)CH | US10 (7 Wo.)US | Erstveröffentlichung: 11. Mai 2010       |
| 2012 | Awakened Metal Blade Records                | DE21 (3 Wo.)DE | AT26 (2 Wo.)AT | CH52 (1 Wo.)CH | US11 (6 Wo.)US | Erstveröffentlichung: 25. September 2012 |
| 2019 | Shaped by Fire Nuclear Blast                | DE6 (3 Wo.)DE | AT9 (3 Wo.)AT | CH15 (3 Wo.)CH | US50 (1 Wo.)US | Erstveröffentlichung: 20. September 2019 |
| 2024 | Through Storms Ahead Nuclear Blast          | DE26 (1 Wo.)DE | AT14 (1 Wo.)AT | CH76 (1 Wo.)CH | — | Erstveröffentlichung: 15. November 2024  |

### Kompilationen
| Jahr | Titel Musiklabel                                       | Höchstplatzierung, Gesamtwochen, AuszeichnungChartplatzierungen (Jahr, Titel, Musiklabel, Platzierungen, Wochen, Auszeichnungen, Anmerkungen) | Höchstplatzierung, Gesamtwochen, AuszeichnungChartplatzierungen (Jahr, Titel, Musiklabel, Platzierungen, Wochen, Auszeichnungen, Anmerkungen) | Höchstplatzierung, Gesamtwochen, AuszeichnungChartplatzierungen (Jahr, Titel, Musiklabel, Platzierungen, Wochen, Auszeichnungen, Anmerkungen) | Höchstplatzierung, Gesamtwochen, AuszeichnungChartplatzierungen (Jahr, Titel, Musiklabel, Platzierungen, Wochen, Auszeichnungen, Anmerkungen) | Anmerkungen                            |
| Jahr | Titel Musiklabel                                       | DE | AT | CH | US | Anmerkungen                            |
| ---- | ------------------------------------------------------ | --- | --- | --- | --- | -------------------------------------- |
| 2006 | A Long March: The First Recordings Metal Blade Records | — | — | — | US129 (2 Wo.)US | Erstveröffentlichung: 16. Mai 2006     |
| 2011 | Decas Metal Blade Records                              | DE80 (2 Wo.)DE | — | — | US61 (2 Wo.)US | Erstveröffentlichung: 4. November 2011 |

### Splitalben
- 2002: As I Lay Dying / American Tragedy (mit American Tragedy, Pluto Records)

## Videografie

### Videoalben
- 2009: This Is Who We Are (Boxset, US: Gold)

### Musikvideos
- 2003: 94 Hours
- 2004: Forever
- 2005: Confined
- 2005: Through Struggle
- 2006: The Darkest Nights
- 2007: Nothing Left
- 2008: The Sound of Truth
- 2008: Within Destruction
- 2009: I Never Wanted
- 2010: Parallels
- 2011: Anodyne Sea
- 2011: Beyond Our Suffering (Live-Video)
- 2011: Electric Eye
- 2011: Paralyzed
- 2012: Cauterize (Lyric-Video)
- 2012: A Greater Foundation
- 2013: No Lungs to Breathe (Lyric-Video)
- 2018: My Own Grave
- 2019: Redefined
- 2019: Shaped by Fire
- 2019: Blinded
- 2020: Torn Between

## Statistik

### Chartauswertung
|                     | DE    | AT    | CH    | US    |
| ------------------- | ----- | ----- | ----- | ----- |
| Nummer-eins-Alben   | DE—DE | AT—AT | CH—CH | US—US |
| Top-10-Alben        | DE1DE | AT1AT | CH—CH | US2US |
| Alben in den Charts | DE6DE | AT9AT | CH5CH | US7US |

### Auszeichnungen für Musikverkäufe
| Land/RegionAuszeichnungen für Musikverkäufe (Land/Region, Auszeichnungen, Verkäufe, Quellen) | Gold  | Platin | Verkäufe | Quellen  |
| -------------------------------------------------------------------------------------------- | ----- | ------ | -------- | -------- |
| Vereinigte Staaten (RIAA)                                                                    | Gold1 | —      | 50.000   | riaa.com |
| Insgesamt                                                                                    | Gold1 | —      |          |          |